# Bosquerola frontgroga
La bosquerola frontgroga (Myioborus ornatus) és un ocell de la família dels parúlids (Parulidae).

## Hàbitat i distribució
Habita la selva pluvial dels Andes, a l'oest, centre i nord-est de Colòmbia, sud-oest de Veneçuela i nord de l'Equador.

## Taxonomia
Alguns autors consideren que la població meridional pertany a una espècie diferent:
- Myioborus chrysops (Salvin, 1878) - bosquerola frontdaurada.[3]